# Naturgeografi
Naturgeografi beskæftiger sig med de landskabstyper, som mennesket ikke eller kun i begrænset omfang har nogen direkte indflydelse på, og disse landskabers dannelse. Naturgeografi er dermed i al væsentlighed også geomorfologi. Landbrugslandskaber og byer er derimod et anliggende for kulturgeografien.

## Geomorfologi
I naturgeografien skelner man mellem følgende processer og landskabstyper:
- Endogene processer og landskaber:

Ved endogene processer skal forstås, at det er Jorden selv, der leverer den energi, der driver processerne. Det er for eksempel stråling fra radioaktive processer i Jordens kerne, der transporteres til overfladen eventuelt ved hjælp af konvektion:
- Pladetektonik
- Vulkanologi
- Metamorfose (bjergartsdannelse ved tryk og varme)

- Eksogene processer og landskaber:

I de eksogene processer er det den energi, som solen afsætter i atmosfæren, til havs og på land, der er den underliggende drivkraft i de processer, der styrer naturlandskabets form og udseende. Derfor er klimatologi og hydrologi (vandets bevægelser og cirkulation) væsentlige for en naturgeograf. Man underinddeler de eksogene processer og landskabstyper i følgende kategorier, i parentes er angivet den pågældende drivkraft:
- Pedologi - jordbundslære (vejr/klima)
- Glacialmorfologi (is)
- Periglaciale landskaber (frost)
- Fluvialmorfologi (vandstrømme til lands)
- Æolisk geomorfologi - klit- og ørkendannelse (vind, indirekte nedbør)
- Kystmorfologi (vind, strøm og bølger)
- Tidevandslandskaber (tidevand, som også er drevet af månen)
- Erosionslandskaber (kemisk og fysisk nedbrydning)

- Ekstraterrestriske (ikke jordiske landskaber; månen, andre planeter m.v.)

Derudover er der nogle blandingskategorier, f.eks. landhævning/-sænkning. De bagvedliggende processer er isostasi og eustasi, men hvor isostasi er en endogen proces, så er eustasi et resultat af både endogene og eksogene faktorer.

## Metoder
Naturgeografisk feltarbejde består i at indsamle, sammenstille, analysere og tolke oplysninger (for eksempel klimadata) med henblik på at forklare deres indvirkning på landskabsdannelse og landskabsforandringer, der ikke er forårsaget af menneskelig virksomhed, dels med henblik på bedre at forstå disse i almindelighed, dels med henblik på at forstå forløbet af bestemte landskabstypers og samlede landskabers tilblivelse.

## Anvendelse
Naturgeografi anvendes blandt andet ved landskabsforvaltning. Ved hjælp af forskellige IT-værktøjer laves der modeller for en lang række landskabsdannende processer, som blandt andet kan anvendes i forbindelse med forvaltning af landskab og miljø.

## Historie
Selvom naturgeografi og geomorfologi først blev etableret som fag i slutningen af 1800-tallet, havde man allerede langt tidligere spekuleret over, hvordan landskaberne dannedes. Både Aristoteles, Herodot, Seneca og Strabo blandt de græske og romerske filosoffer beskæftigede sig med problemstillinger som floder og deltaer samt jordskælv og deformation af Jordens overflade.